# Valerio Piva
Valerio Piva (Ceresara, Mantua, Lombardía, 5 de julio de 1958) fue un ciclista italiano, profesional entre 1982 y 1991.
Un golpe retirado dirigió diferentes equipos ciclistas y actualmente está al frente del equipo Intermarché-Wanty-Gobert Matériaux.

## Palmarés
1980
- 1 etapa de la Carrera de la Paz

1981
- 1 etapa del Baby Giro

## Resultados en Grandes Vueltas y Campeonatos del Mundo
| Carrera         | Carrera         | 1982 | 1983  | 1984 | 1985 | 1986 | 1987 | 1988 | 1989 | 1990  | 1991 |
| --------------- | --------------- | ---- | ----- | ---- | ---- | ---- | ---- | ---- | ---- | ----- | ---- |
|                 | Giro de Italia  | —    | 112.º | —    | —    | 56.º | 74.º | 74.º | —    | —     | —    |
|                 | Tour de Francia | —    | —     | —    | —    | —    | —    | —    | —    | 109.º | —    |
|                 | Vuelta a España | —    | —     | —    | —    | —    | —    | —    | —    | —     | —    |
| Mundial en Ruta | Mundial en Ruta | —    | —     | —    | —    | —    | —    | —    | —    | —     | —    |

—: no participa

Ab.: abandono